# Beatriz de Saboia, Marquesa de Saluzzo
Beatriz de Saboia (em francês:  Béatrice; Chambéry, antes de 4 de março de 1223 — Chambéry, c. 1258/59) foi uma nobre francesa. Ela foi marquesa de Saluzzo pelo seu primeiro casamento com Manfredo III de Saluzzo. Seu segundo marido foi Manfredo, futuro rei da Sicília.

## Família
Beatriz foi a filha primogênita do conde Amadeu IV de Saboia e de sua primeira esposa, Margarida da Borgonha. Os seus avós paternos eram o conde Tomás I de Saboia e Margarida de Genebra. Os seus avós maternos eram Hugo III, Duque da Borgonha e Beatriz de Albion.
Ela teve uma irmã, Margarida, primeiro casada com Bonifácio II de Monferrato e depois com Aimar III, Conde de Valentinois.
Pelo segundo casamento de Amadeu com Cecília de Baux, Beatriz teve quatro meio-irmãos: o conde Bonifácio de Saboia; Beatriz, esposa do infante Manuel de Castela; Leonor, esposa de Guichardo de Forez, e Constança, que não se casou.

## Biografia
Em 24 de maio de 1223, Beatriz ficou noiva do marquês Manfredo III. Contudo, o contrato foi cancelado, e mais tarde foi renovado, em 2 de outubro de 1227. Eles se casaram em março de 1233. O marquês era filho de Bonifácio de Saluzzo e de Maria de Torres.
O casal teve quatro filhos, três meninas e um menina. Manfredo faleceu em 1244.
Apenas dois anos após enviuvar, em 8 de maio de 1246, a mão de Beatriz foi dada ao filho ilegítimo do imperador Frederico II do Sacro Império Romano-Germânico e de Bianca Lancia, também chamado Manfredo. A união teve o propósito de reconhecer uma aliança firmada entre Amadeu IV e Frederico II. O casamento por procuração ocorreu em março de 1247.
Eles tiveram apenas uma filha, Constança.
No testamento do pai da nobre datado em 24 de maio de 1453, o conde determina como seu herdeiro, Bonifácio, ao invés de Beatriz. Devido a ausência de menção ao segundo marido da filha, é possível que o casamento tenha sofrido um término.
Beatriz faleceu em 1258 ou 1259, e foi enterrada na comuna de Saint-Pierre-de-Curtille, em Saboia.
Manfredo tornou-se rei da Sicília em 10 de agosto de 1258 e casou-se novamente, desta vez com Helena Angelina Doucaina.

## Descendência

### Primeiro casamento
- Alasia de Saluzzo (1236 – antes de 12 de julho de 1311), foi esposa de Edmundo de Lacy, Barão de Pontefract, com quem teve três filhos;
- Tomás I de Saluzzo (m. 3 de dezembro de 1296), sucessor do pai. Foi casado com Aloísia de Ceva, com quem teve quinze filhos;
- Margarida de Saluzzo (n. 1245), freira;
- Inês de Saluzzo (1245 – após 4 de agosto de 1265), pode ter sido gêmea de Margarida. Foi esposa de João de Vescy. Sem descendência.

### Segundo casamento
- Constança de Hohenstaufen (1249 – 9 de abril de 1302), rainha de Aragão como esposa de Pedro III de Aragão, com quem teve seis filhos.